# Hieraaetus ayresii
Águia-de-ayres ou águia-manchada (Hieraaetus ayresii) é uma espécie de ave de rapina da família Accipitridae.
Pode ser encontrada nos seguintes países: Angola, Botswana, Burkina Faso, Camarões, Chade, República do Congo, República Democrática do Congo, Costa do Marfim, Guiné Equatorial, Etiópia, Gabão, Gana, Guiné, Quénia, Libéria, Malawi, Moçambique, Namíbia, Nigéria, Ruanda, Senegal, Serra Leoa, Somália, África do Sul, Sudão, Tanzânia, Togo, Uganda, Zâmbia e Zimbabwe.